# Tri.be
 (кореј. 트라이비; стилизовано TRI.BE) јужнокорејска је девојачка група. Формирали су је 2021. године TR Entertainment и Universal Music Group. Група се састоји од седам чланица. Дебитовала је 17. фебруара 2021. године када је објавила свој дебитантски сингл-албум, Tri.be Da Loca.